# Flagelloscypha pseudopanax
Flagelloscypha pseudopanax är en svampart som först beskrevs av Gordon Herriot Cunningham, och fick sitt nu gällande namn av Agerer 1980. Flagelloscypha pseudopanax ingår i släktet Flagelloscypha och familjen Niaceae.   Inga underarter finns listade i Catalogue of Life.